# 海軍上將叛亂事件

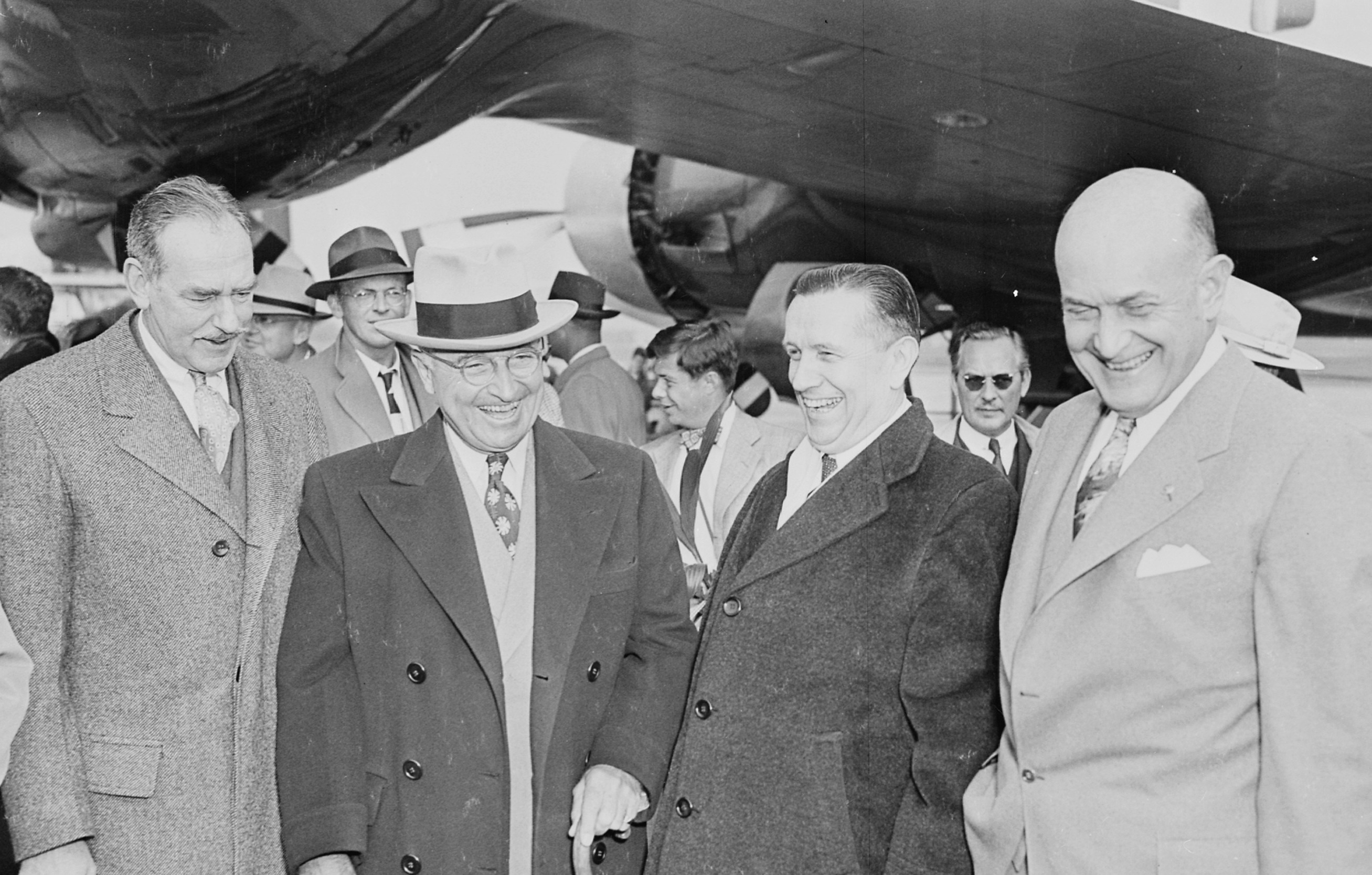
事件核心人物——總統哈里·S·杜鲁门（左二）與國防部長路易斯·亞瑟·詹森（右一）。

海軍上將叛亂事件（英語：Revolt of the Admirals）是《時代》為1949年於美國軍方內部爆發的一次軍種衝突事件所起的稱呼，也被視為是第二次世界大戰後原已處於競爭關係的美國海軍與美國空軍為爭奪航空兵所引發的一系列衝突之頂點。
事件起因為戰後美國軍方改組與預算驟減的背景下，各軍種對未來戰爭職掌戰略核攻擊權力之爭取，導火線則為哈里·S·杜鲁门與國防部長路易斯·亞瑟·詹森下令取消海軍用於核打擊的新建航空母艦——「合眾國號」之計畫，導致多名海軍高級將領抗議與辭職，另有黑函指控詹森涉及個人利益而做此決策，因而召開國會聽證會處理，最終證明指控為子虛烏有。
由於美國海軍對其文人政府的抨擊與公關處理的不當，導致其形象在國內一落千丈，而杜魯門與詹森為安撫其情緒，撤銷了諸如將海軍陸戰隊編入陸軍與進一步裁撤艦隻的計畫。事後，由於朝鮮戰爭爆發中海軍第一時間有效地為戰場提供航空支援，使其地位逐漸起死回生，但數名在「叛亂」中攻擊政府的海軍將領仍受到諸如未獲晉升或強制退役之懲處。

## 註腳
1. ↑  Thurner（1949年）
2. ↑  Barlow & Allard（2001年），第xvii页